# Juan de Escobedo
Juan de Escobedo (Colindres, Cantàbria 1530 - Madrid, 31 de març de 1578) fou un polític espanyol, secretari de Joan d'Àustria, que fou víctima d'un assassinat.

## Biografia
Escobedo, pertanyent, el mateix que el secretari del rei Antonio Pérez, al partit de Ruy Gómez de Silva, príncep d'Eboli, a la casa dels quals havien servit tots dos, fou posat per Felip II al costat del seu germà, el vencedor de Lepant, perquè el tingués al corrent de les seves accions i projectes; però lluny de ser un espia prop de don Joan, li va servir lleialment i va merèixer la completa confiança d'aquell príncep. El va acompanyar a Flandes el 1576, travessant el territori francès disfressats i fingint-se criats del general Gonzaga, evitant així que els descobrissin els molts enemics que a França tenia Felip II. Possessionat el príncep del govern de Flandes i animat pels seus desitjos de pau, que eren també els del rei, va publicar a Brussel·les l'Edicte perpetu (17 de febrer de 1577), que si bé va pacificar de moment aquells Estats, va produir disgust als terços espanyols, que amenaçaven amb la insurrecció si se'ls obligava a abandonar aquell sòl regat amb la seva sang.
Escobedo va evitar el moviment de rebel·lió convencent els soldats i els caps, els quals van acatar les ordres del governador. El juliol de 1577 el va enviar en Joan a Espanya perquè informés el rei de l'estat dels assumptes flamencs i sol·licités diners i ordres positives sobre la política que convenia seguir als Països Baixos, en vista dels nous maneigs revolucionaris del príncep d'Orange. Felip II va enviar socors al seu germà, i aquest, després d'haver obtingut la victòria a la batalla de Gembloux (31 de gener de 1578), es va apoderar de moltes places i ciutats. Projectava don Joan prendre per esposa a la infeliç reina Maria I d'Escòcia, (Maria Stuart); el papa li va enviar les butlles conferint-li la investidura d'aquell regne, i els ducs de Guisa, parents de Maria afavorien aquest casament: però la seva situació a Flandes el disgustava, i va escriure al rei, el seu germà, exposant-li que se'l rellevés, sense obtenir contestació del monarca.
Va enviar llavors una altra vegada a Espanya a Escobedo, que havia de passar abans a Roma per donar gràcies al Papa per la mercè rebuda, i una vegada a Madrid donar compte al rei de les places que s'havien guanyat, treballar per a la realització de les seves demandes, recordar la projectada empresa contra Anglaterra i explorar la voluntat reial i la dels ministres respecte al seu enllaç amb Maria Stuart. Felip II, malgrat el seu enuig amb Escobedo per suposar-lo inspirador dels projectes del seu germà, el va acollir afectuosament, però les seves peticions no van ser ateses, i el casament de don Joan amb la reina d'Escòcia va despertar la susceptibilitat del rei, creient que el seu germà, un cop en possessió del tron d'escòcia, s'alçaria contra Espanya i es proclamaria sobirà de Flandes.
Mentrestant, Escobedo s'agitava a la cort a favor dels interessos de don Joan, i veient que el temps transcorria i les promeses i oferiments del secretari del rei, Antonio Pérez, no es complien, va cometre la imprudència d'amenaçar la princesa d'Eboli, amb denunciar els seus amors amb el secretari Pérez, si en termini breu no obtenia satisfactòria contestació a les pretensions de don Juan. Antonio Pérez, desitjós de desfer-se del seu antic company, temorós de les seves indiscrecions, va treure partit de l'enuig i dels recels del rei, així com de les seves cartes i negociacions amb Roma i amb França, relacionades amb el projectat enllaç de Joan, i engruixint-ho tot, a més de presentar imaginaris perills al monarca, va formar secretament una mena de procés que va sotmetre el rei i va ocasionar la sentència de mort contra Escobedo per raó d'Estat.

## Assassinat d'Escobedo
De l'execució es va encarregar Antonio Pérez, que l'havia de portar amb més sigil. Dues vegades va provar d'enverinar-lo, i com que no ho aconseguís, va pagar assassins que li van donar mort en un carrer de Madrid (31 de març de 1578). Els criminals, els noms dels quals conserva la història, van ser pagats esplèndidament i van rebre despatxos d'alferes per a Milà, Nàpols i Sicília. A instàncies de la família Escobedo, recolzada per Mateu Vázquez de Leca, un altre dels secretaris de Felip II, i enemic i èmul de Pérez, es va instruir procés contra aquest, durant el qual el rei, sabedor de les relacions que medi avén entre el seu secretari i la princesa d'Eboli, va ordenar l'arrest de tots dos (juliol de 1579), lliurant al primer a l'alcalde de tall, Alvaro García de Toledo, i tancant la senyora Ana al castell de Pinto. El setembre del 1589, el fill d'Escobedo va desistir de la part actora en explicita i formal escriptura, mitjançant una bona suma de diners, però va seguir el procés per ordre del monarca, i Pérez va ser sotmès a turment (febrer de 1590), declarant després de molta resistència que ell era l'autor de l'assassinat d'Escobedo, al·legant, però, haver-ho fet en compliment de les ordres del sobirà.
Alguns autors neguen la participació de Felip II en la mort del secretari del seu germà, fundant-se en que l'únic acusador del monarca fou Pérez, al que convenia escudar-se en el poder reial per evadir la seva responsabilitat. L'armadura que portava Escobedo la nit de la seva mort es conserva en la Armeria Reial de Madrid, poden veure's en la cuirassa els cops descarregats pels assassins.